# Invention of Knowledge
Invention of Knowledge è un album in studio del cantautore britannico Jon Anderson e del chitarrista svedese Roine Stolt, pubblicato il 24 giugno 2016 dalla Inside Out Music.

## Tracce
Testi di Jon Anderson.
1. Invention of Knowledge – 22:52
2. Knowing – 17:48
3. Everybody Heals – 13:09
4. Know... – 11:13

## Formazione
Musicisti
- Jon Anderson – voce, cori, sintetizzatore, percussioni
- Roine Stolt – chitarra elettrica, chitarra acustica, dobro, chitarra portoghese, lap steel guitar, tastiera, percussioni, cori
- Jonas Reingold – basso, cori
- Michael Stolt – basso, moog bass
- Tom Brislin – pianoforte Yamaha C7, Fender Rhodes, organo Hammond B3, sintetizzatore
- Lalle Larsson – pianoforte, sintetizzatore
- Felix Lehrmann – batteria
- Daniel Gildenlöw – cori
- Nad Sylvan – cori
- Anja Obermayer – cori
- Maria Rerych – cori
- Kristina Westas – cori

Produzione
- Roine Stolt – produzione, missaggio
- Jon Anderson – coproduzione
- Lars Hallbäck – registrazione basi musicali
- Jonas Reingold – mastering

## Classifiche
| Classifica (2016) | Posizione massima |
| ----------------- | ----------------- |
| Austria           | 61                |
| Belgio (Fiandre)  | 115               |
| Belgio (Vallonia) | 108               |
| Francia           | 183               |
| Germania          | 18                |
| Italia            | 67                |
| Paesi Bassi       | 56                |
| Regno Unito       | 58                |
| Svizzera          | 26                |